# Operation Center
Operation Center ist ein Shareware-Dateimanager für Microsoft Windows.

## Allgemeines
Operation Center ist ein Programmpaket, bestehend aus einem Dateimanager, einer Fotoverwaltung und Wartungsfunktionen. Der Dateimanager zeigt zwei Dateifenster nebeneinander an, sodass Dateien und Verzeichnisse per Drag & Drop kopiert und verschoben werden können. In jedem Fenster können mithilfe von Tabs mehrere Ordner parallel geöffnet werden. Daneben sind ein FTP-Klient, Unterstützung für ZIP und andere Archive, ein Editor – der auch als Textverarbeitungsprogramm genutzt werden kann – sowie zahlreiche Dateimanagement-Funktionen wie Kopieren, Verschieben, Löschen, Festplatte bereinigen usw. enthalten.

## Geschichtliches
Operation Center wurde von Jochen Moschko (* 1979) entwickelt. Die erste Version erschien im August 1997, die zweite im Mai 1998. Seit Version 4.5 (Mai 1999) verfügt das Programm über zwei Dateifenster. Seitdem sind die zwei Dateifenster plus Schnellansichtsleiste für das Programm charakteristisch. Es existierten auch Versionen für Windows CE (3.0 – 4.2). Diese Reihe wird allerdings nicht mehr weiterentwickelt, ebenso wie der Ableger für Android. Version 7.7, 8.5 und 9.X waren auch im Retail-Handel erhältlich. Im Dezember 2016 wurde bekannt, dass die Software von WEKA Media Publishing für den Victor 2017 nominiert wurde, Mitte 2018 folgte eine Nominierung für die IT-Leserwahl 2018.

## Aktuell
Mit Version 11 (erschienen im Mai 2013) wurde die Software auch für Touchscreens und Tablets optimiert. Es wurde auch eine eingeschränkte SE-Version angeboten, die z. B. der ComputerBild 02/14 beilag. Seit dem Erscheinen der Version 17 wird die Versionsnummer nicht mehr öffentlich kommuniziert, stattdessen werden Jahreszahlen (2021, 2022, 2024 usw.) verwendet. Jedem Major-Release geht ein öffentlicher Beta-Test voraus. Nutzer können sich hierfür bewerben; die Teilnahme am Test erfolgt letztendlich auf eine Einladung des Herstellers.

## Technisches
Der Hersteller bietet Programmierern und Softwareentwicklern die Möglichkeit, eigene „Plug-ins“ für Operation Center zu schreiben. Welche Programmiersprache dafür verwendet wird, ist unerheblich. Die Spezifikationen finden sich in der Hilfefunktion unter „Informationen für Entwickler“, einschließlich eines Codebeispiels für Visual Basic 2022.
2018 erschien eine vollständig neu entwickelte 64-Bit-Variante der Software.
Anfang 2023 wurde eine separate Variante veröffentlicht, die nativ auf ARM64-Prozessoren läuft. Version 2025 unterstützt alle Prozessorarchitekturen in einer einzigen Ausgabe.